# Багра Георгиева
Багра Храброва Георгиева е българска архитекта, работила в областта на етнографията.

## Биография
Родена е на 18 септември 1929 г. в София. През 1953 г. завършва архитектура в Университета по архитектура, строителство и геодезия. От 1954 г. работи в Етнографския институт с музей при БАН. През 1962 г. става научен сътрудник при Етнографския институт с музей при БАН, а от 1981 г. е старши научен-сътрудник II степен. Основните ѝ научни интереси са в областта на българската народна архитектура. Умира през 2016 г.